# Diecezja Impfondo
Diecezja Impfondo (łac. Dioecesis Impfondensis, fr. Diocèse d'Impfondo) – rzymskokatolicka diecezja ze stolicą w Impfondo, w Kongu. Biskup Impfondo jest sufraganem arcybiskupa Owando.
W 2023 w diecezji służyło 11 sióstr zakonnych.

## Historia
30 października 2000 papież Jan Paweł II bullą De universa catholica erygował prefekturę apostolską Likouala. Dotychczas wierni z tych terenów należeli do diecezji Ouésso.
11 lutego 2011 papież Benedykt XVI wyniósł prefekturę apostolską Likouala do rangi diecezji i nadał jej obecną nazwę.

## Ordynariusze

### Prefekt apostolski Likouali
- Jean Gardin CSSp[1] (2000 - 2011)

### Biskupi Impfondo
- Jean Gardin CSSp (2011 - 2019)
- Daniel Nzika (od 2019)